# Elizabeth Keen
Elizabeth Keen est un personnage de fiction de la série télévisée Blacklist, incarnée par Megan Boone. Elle est la protagoniste de la série avec Raymond Reddington. C'est une agent spécial du FBI, elle y travaille en tant que profileuse et est membre de l'Unité Spéciale Reddington, du nom du criminel le plus recherché du monde. Raymond Reddington est un informateur du gouvernement depuis 2013, il collabore avec le FBI en leur fournissant des informations sur de dangereux criminels qu'il a répertoriés sur une « liste noire ». Cependant, il a pour condition d'avoir pour seule interlocutrice Elizabeth Keen à qui il voue une grande attention.
Elizabeth Keen a pour nom de naissance Masha Rostova et est la fille biologique de Katarina Rostova, une espionne russe, légende du KGB pendant la guerre froide.

## Biographie fictive

### Personnelle
Le père d'Elizabeth Keen est un criminel de carrière qui les a abandonnées, elle et sa mère, lorsqu'elle était enfant. Sa mère décède avant qu'elle atteigne l'âge adulte. La jeune femme a également survécu à un incendie lorsqu'elle était enfant. Elle est adoptée par Sam Scott, qui s'est occupé d'elle, même si cette dernière s'en est chargée elle-même. Elle est considérée comme froide et détachée en apparence.
Dans sa jeunesse, elle a eu un passé de voleuse, mais n'a jamais eu de casier judiciaire car elle ne s'est jamais fait prendre.
Devenue adulte, elle mène une vie heureuse avec Tom Keen, instituteur, avec lequel elle est mariée depuis deux ans. Dans le premier épisode, on apprend que le couple a entrepris des démarches pour adopter un enfant,.
À la suite des révélations sur la véritable identité de son mari, elle demande l'annulation de son mariage, mais garde toutefois le nom de son mari car Tom Keen n'a jamais existé.
Il est révélé dans le dix-septième épisode de la deuxième saison qu'elle est âgée de 31 ans lorsqu'elle fête son anniversaire,. On découvre aussi qu'elle est l'élément afin de débloquer le Fulcrum, qui se trouvait en sa possession depuis son enfance, qu'elle utilise, après l'avoir déchiffré avec l'aide de Leonard Caul, ex-agent de la CIA, pour stopper le Directeur, membre de la Cabale, dans sa quête de tuer Reddington.
Elle apprend dans le vingtième épisode de la deuxième saison qu'elle est la fille de deux agents travaillant dans les renseignements étrangers du KGB et qu'elle est née à Moscou sous le nom de Masha Rostova.
À la fin de la saison 2, elle devient une fugitive après avoir été sans le savoir infectée par un virus personnalisé par la Cabale en infectant la cible, le sénateur Hawkins, et après avoir tué le procureur Tom Connolly, qui faisait partie de la Cabale, après avoir menacé les membres de la Task Force,. La Cabale fait tout pour la faire accuser de la mort d'Hawkins et d'être une espionne russe. Dans la saison 3, afin d'échapper au FBI, elle demande asile à l'ambassade de Russie sous le nom de Masha Rostova, en faisant croire qu'elle est une espionne russe. Liz en vient à la conclusion que, même si son nom est blanchi, il est impossible pour elle de revenir à la vie qu'elle avait et doit compter sur Red pour l'aider à survivre en tant que criminelle. Elle est également contrainte de simuler sa mort après qu'une prime ait été lancée sur sa tête.
Elle est arrêtée par le FBI après avoir retrouvé Reddington, kidnappé par un gang. Elle le rachète en se servant d'un objet précieux dont Dembe prétend qu'il est nécessaire pour effacer son nom. Emmenée au Post Office, Liz est la cible du Directeur et Laurel Hitchin, conseillère à la sécurité nationale du Président des États-Unis, qui tentent de la tuer, tandis que Ressler essaie de la protéger. Elle est finalement emmenée au tribunal afin de répondre aux chefs d'accusation, mais est finalement publiquement disculpée. Elle doit cependant plaider coupable d'homicide involontaire concernant Connolly. Elle est condamnée à trois ans de probation et doit sa liberté à Reddington, qui contraint Hitchin, qui tentait d'éliminer Liz, d'y renoncer, après avoir séquestré le Directeur et menacé de le remettre à la Cour internationale de justice, en passant un pacte lavant le nom d'Elizabeth. Karakurt, le criminel qui a commis les actes de terrorisme dont fut accusé la jeune femme, est placé en détention. Peu après, Elizabeth Keen ressort du tribunal en femme libre.
Peu après, la jeune femme a du mal à s'adapter à ne plus être agent du FBI. Agressée par un homme qui pensait qu'elle était une traîtresse, elle est hospitalisée et découvre qu'elle est enceinte. Elle accepte aussi la proposition en mariage de Tom, dans l'espoir de fonder une famille avec lui. Toutefois, la cérémonie est interrompue par Solomon, qui les poursuit sans relâche. Liz est blessée dans un accident. Le médecin de Reddington est contraint de pratiquer une césarienne d'urgence pour sauver le bébé. L'enfant, une fille nommée Agnes, naît, mais la jeune mère décède des suites des complications de la césarienne et faute d'un transport d'urgence à l'hôpital bloqué par Solomon, ce qui dévaste Reddington et la Task Force.
Mais cette mort n'est en fait qu'un leurre, car Liz est encore vivante : elle a simulé son décès avec l'aide de Mr. Kaplan, qui l'a vue terrorisée pour son bébé et n'a pas hésité à trahir Red à l'occasion. Avec la complicité de Nik, l'ami médecin de Liz, elle met au point un plan afin de donner l'impression de la mort de cette dernière. Par la suite, Liz part à Cuba et un autre corps est trouvé pour les funérailles. Toutefois, cette nouvelle vie est de courte durée, puisque Alexander Kirk, responsable des événements qui ont conduit Liz à se cacher, la retrouve et la fait kidnapper avec Agnes. Alors que Liz demande à Kirk ce qu'il veut d'elle et où se trouvent Tom et Agnes, Kirk révèle qu'il s'appelle en réalité Constantine Rostov et qu'il est son père.
Elle est restée captive auprès de Kirk, qui tente de la convaincre qu'elle est sa fille et prétend qu'Agnes va bien. Il envisage même de l'emmener dans une maison où elle a grandi, ce qui réveillera en elle des souvenirs lorsqu'elle se trouve sur les lieux, pensant qu'il y a une certaine véracité dans les propos de Kirk. Lorsqu'elle est retrouvée et sauvée par le FBI, Liz commence à lire le journal intime de sa mère et arrive vers un indice important parlant d'un cancer rare affectant les membres masculins des Rostov. Reddington lui avoue le plan de Kirk : utiliser Liz pour une transfusion sanguine car son sang contient des cellules sanguines vitales nécessaires pour l'aider à reconstituer la sienne et sans elle, il gardera Agnès en otage. Liz découvre un test ADN fait par Kirk et se méfie brièvement de Reddington. Elle aide Reddington à empêcher Kirk de se suicider en lui demandant de lui donner Agnes. Il remet l'enfant à Liz, ce qui mène à l'arrestation de Kirk. Kirk est emmené à l'hôpital et croyant que Liz est sa seule chance de survie, passe par un test ADN. Si elle est compatible, Liz se prépare pour une transfusion sanguine, mais quand Tom le découvre, il la confronte sur sa décision et lui admet avoir rencontré sa mère, Susan, des mois auparavant. Malgré son avertissement de ne pas se rapprocher de Kirk, Liz veut l'aider afin d'obtenir des réponses, mais un médecin révèle que les tests ADN démontrent que Liz et Kirk ne sont pas compatibles. Croyant que Red a falsifié les tests ADN, Liz l'appelle pour le confronter seulement pour découvrir que Kirk lui avait menti tout le temps et la transcription d'ADN que Tom lui a donné était falsifiée. Irritée par cela, Liz confronte Kirk pour lui mentir et l'abandonne. Il sera révélé que Reddington est en fait le père de Liz, mais bien que l'ayant confirmé devant Kirk, il continue malgré tout de cacher la vérité à la jeune femme. On apprend plus tard que le vrai Raymond Reddington est mort depuis 30 ans, et donc que l'homme qu'elle connait n'est qu'un imposteur.

### Professionnelle
De son parcours professionnel, on sait qu'après avoir été diplômée en psychologie légale et travaillé pendant quatre ans à la tête de l'unité psychiatrique mobile d'urgence à New York, elle a suivi des cours à Quantico pour devenir profileuse au sein du FBI, dont elle ressort diplômée un mois avant sa prise de fonction.
Le premier épisode débute lorsque Raymond Reddington, ancien officier de l'US Navy devenu l'un des criminels les plus recherchés par le FBI depuis plusieurs années, se rend volontairement et propose ses services à l'agence : livrer des informations sur une liste de dangereux criminels, appelée « la liste noire », à condition de ne parler qu'à Elizabeth ,. Cette dernière, au moment de partir pour son premier jour de travail, est escortée par l'agent Donald Ressler, accompagné par d'autres fédéraux en van et en hélicoptère au siège du FBI.
Interrogée par le directeur Harold Cooper afin de comprendre pourquoi le fugitif veut traiter avec elle, qui n'a aucune idée concernant le choix de Reddington, Keen est emmenée dans un bureau de poste abandonné qu'a acquis le FBI comme site noir dans le but d'y mener des opérations et des enquêtes secrètes. À ce jour, elle devient donc Agent Spécial du FBI, dans l'unité spéciale de l'anti-terrorisme nommée : la Task Force
Lorsqu'elle a appris que Reddington a tué son père adoptif, elle songea à démissionner, mais a finalement renoncé.
Lors de l'accord la disculpant des charges d'actes de terrorisme dont elle a été accusée, Elizabeth Keen apprend, même libre, qu'elle ne pourrait plus revenir au FBI, mais fera toujours partie de la Task Force en étant un atout tout comme Reddington. Elle obtient une grâce présidentielle qu'a obtenue Reddington du nouveau Président élu en échange de l'aide du politicien face à la situation concernant Alexander Kirk, ce qui lui permet de redevenir agent du FBI.

## Relations avec les autres personnages

### Raymond Reddington
La relation entre Elizabeth Keen et Raymond « Red » Reddington se révèle être complexe : en effet, les liens les unissant sont assez troubles, comme le prouve l'insistance de Reddington à travailler avec Keen, alors jeune profileuse débutante.
Lors de leur première rencontre, si la jeune femme affirme ne pas le connaître, ce dernier semble connaître des détails sur la vie de Liz, notamment sur son père criminel et son mari, Tom,. En colère contre ce dernier après l'agression de son époux par Ramko Zamani, un terroriste traqué par le FBI grâce aux infos de Reddington, Elizabeth n'hésite pas à le blesser en lui plantant un stylo dans la carotide afin de le contraindre à livrer tout ce qu'il sait sur Zamani afin de le stopper. Peu après les évènements qui ont permis de neutraliser Zamani, elle « travaille » avec Reddington, bien qu'elle soit régulièrement choquée par les méthodes de ce dernier, notamment lors d'une mission de couverture où il n'hésite pas à abattre une personne qui pouvait dénoncer Elizabeth.

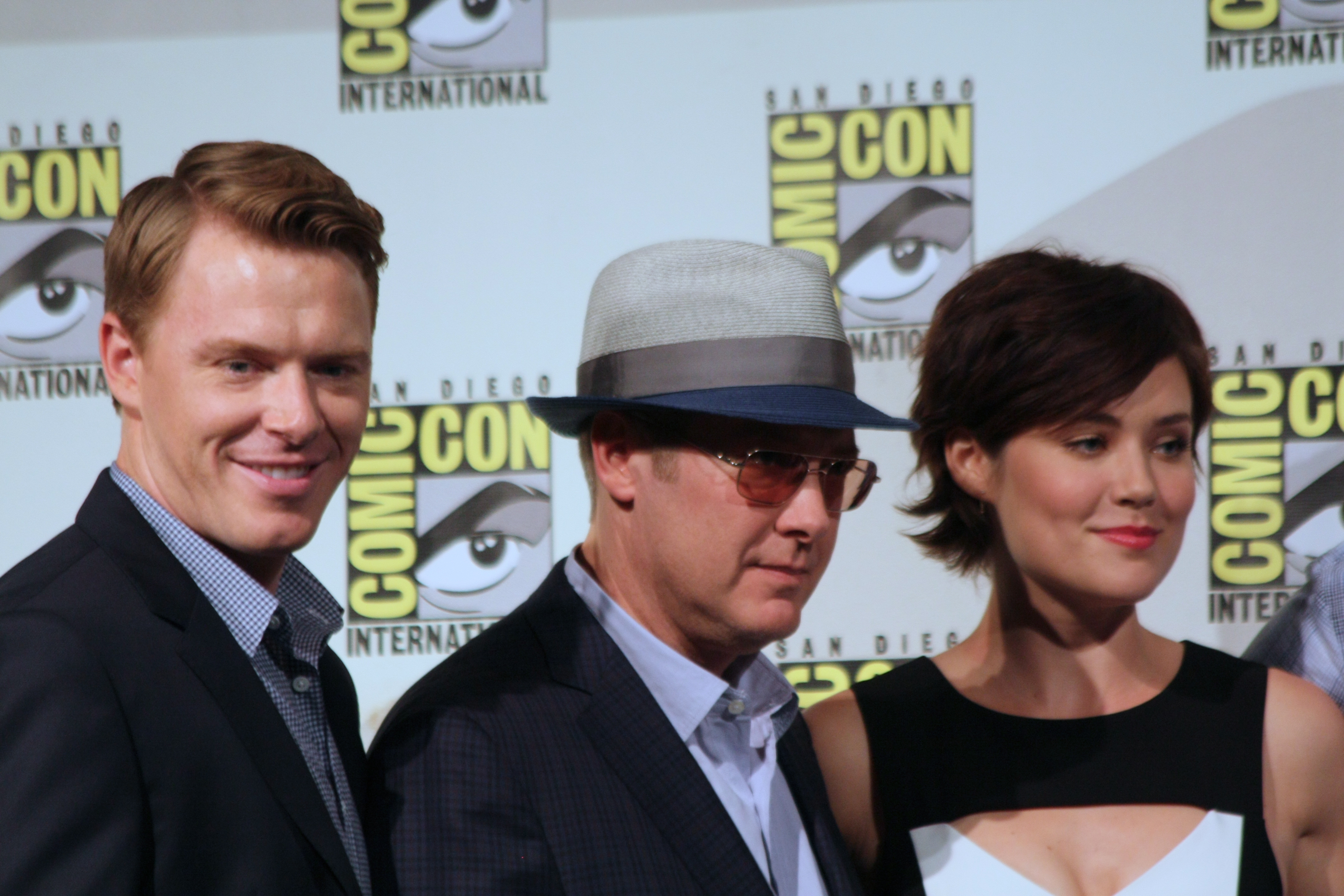
Diego Klattenhoff (interprète de Donald Ressler), James Spader (interprète de Raymond Reddington et Megan Boone (interprète d'Elizabeth Keen) lors du Panel de The Blacklist au Comic-Con, en 2013.

Reddington est prêt à tout pour la garder en vie et avoue même l'avoir choisie et vouloir travailler avec elle à cause de son père. Lorsqu'elle est enlevée par Le Marmiton, Red fait tout son possible pour la retrouver, ce qu'il arrive à faire, mais n'hésite pas à tuer le Marmiton. Mais leur relation se complique lorsque Tom, le mari d'Elizabeth, est soupçonné de meurtre : en effet, l'enquête a permis de disculper Tom, mais démontre qu'il s'agit d'une ruse de Reddington. Sous le coup de la colère, elle lui annonce qu'elle ne veut avoir affaire avec lui.
Mais leur association reprendra par la suite, lorsque « Red » lui réclame son aide pour une affaire, de même pour Liz, qui lui demande la même chose après une erreur commise sur cette affaire,. Red ne voulant pas continuer sans elle, acceptant même l'idée de partir si elle le demande, Elizabeth tient à clarifier la situation : elle accepte de travailler avec lui à condition de ne plus se mêler de sa vie privée.
Lorsque le bureau de poste servant de site noir pour le FBI est attaqué par Anslo Garrick, terroriste et vieille connaissance de Red venu le capturer, Red parvient à sauver Liz après que Ressler, blessé, lui a donné le code de la boîte où il est sauvé, mais Garrick tient à emmener Liz avec Red et lui. Quand la jeune agent parvient à s'enfuir de l'ambulance où elle se trouve avec Red, après que ce dernier a insisté à ce qu'elle s'échappe. Une fois libre, Elizabeth met tout en œuvre pour le retrouver, mais suivant la piste concernant un endroit où Red et Garrick se trouvait, elle découvre que Red, ayant tué Garrick, est parvenu à s'enfuir. Quand ce dernier la contacte au téléphone pour lui dire qu'il sera là si elle a besoin d'aide, Liz lui demande s'il est son véritable père, il répond négativement après une hésitation, tout en ajoutant de se méfier de Tom. Red la sauve une nouvelle fois après qu'elle a été capturée par des gardes de l'ambassade syrienne lors d'une mission d'infiltration.
Quand la jeune femme découvre la vérité au sujet de l'identité de Tom, elle cherche réconfort auprès de Red, qui persiste à ne pas dévoiler le lien qui l'unit à Liz. Il aide cette dernière à surveiller Tom et à le retrouver quand celui-ci disparaît, et la réconforte lors du départ de Tom, mais grâce aux indices laissés par ce dernier, Liz découvre que Red a tué son père adoptif, qui le connaissait, afin de ne pas lui dire la vérité, et quand elle lui pose la question au sujet de la mort de son père adoptif, il lui dit la vérité, car il souffrait. Choquée et en colère, elle le traite de « monstre » et annonce qu'elle veut arrêter leur partenariat,.
Sous le coup de la nouvelle concernant son père adoptif, elle accepte une dernière affaire concernant Berlin, avec Red, allant même tendre un piège avec le FBI pour l'arrêter, mais change d'avis en comprenant les motivations de ce dernier, toutefois sans empêcher l'arrestation. Lorsque ce dernier s'échappe à nouveau, Red et Liz traquent Berlin ensemble : bien qu'elle ne lui pardonne pas, leur relation est bien moins tendue,. Lorsque Tom, travaillant pour Berlin, prend en otage Liz, cette dernière parvient à lui tirer à trois reprises dans le ventre pour éviter que Red le tue, laissant Liz se charger de lui. Après que Liz a appris par Tom que son père biologique serait encore en vie, Red lui affirme qu'il est mort dans l'incendie. Red lui avoue également avoir tué son père adoptif afin d'éviter qu'elle n'apprenne la vérité au sujet de son père biologique car c'est trop dangereux pour elle.
Quelque temps après ces événements, Red fait surveiller Liz par un garde personnel assigné à sa sécurité, obligeant la jeune femme à engager une doublure pour leur échapper ; il la sauve d'un virus proche de la peste noire en trouvant l'antidote,. Liz fait arrêter le garde de Red, afin qu'il ne révèle pas à ce dernier qu'elle séquestre Tom dans un bateau depuis plusieurs mois afin de retrouver la piste de Berlin et prévenir Red. Red finit par découvrir que Tom est encore vivant. Il est déçu que Liz ne lui ait pas dit la vérité mais elle finit néanmoins par lui avouer qu'elle pensait avoir la situation en main,.
Lorsque Liz est kidnappée par Luther Braxton, qui a découvert qu'elle était l'élément permettant de trouver le Fulcrum, contenant des documents confidentiels, en lui faisant retrouver les souvenirs qu'elle a enfouis depuis l'incendie de sa maison grâce à un procédé scientifique, Red tente le tout pour le tout pour la sauver et y parvient en retrouvant Braxton, l'obligeant à lui révéler la localisation de l'agent. Bien que Red l'a retrouvée, Liz a découvert que ce dernier était présent le soir de l'incendie et pense que c'est pour le Fulcrum qu'il est intéressé par elle. Mais cela n'empêche pas Liz de tenir à Red lorsqu'elle le sauve d'une famille qui fait des enchères illégales allant de peintures volées aux victimes de kidnapping comme des témoins ou des criminels,.
C'est en partie grâce à l'intervention de Reddington qu'Elizabeth, dont la police avait suffisamment de preuves concernant l'implication du meurtre du capitaine du port, tué par Tom, qu'elle séquestrait dans un bateau pendant quatre mois, n'a pas été inquiétée par la justice.

### Donald Ressler
Les relations entre Elizabeth Keen et l'agent Donald Ressler ont évolué au cours de la série : au cours des premiers épisodes, Ressler, faisant connaissance avec Keen, a des rapports tendus avec cette dernière en raison de leurs différences, notamment en raison de l'inexpérience sur le terrain de la jeune femme, lui qui est un agent plus aguerri. Ce dernier, ne faisant pas confiance au profilage, émet des doutes sur Keen, notamment en émettant des alertes sur les dossiers et demandes qu'elle fait, puis quand elle n'ose pas tirer sur un terroriste, pour ne pas blesser un officier de police pris comme otage.
Toutefois, malgré ces dissensions, Ressler admet que Keen fait du bon travail, concernant l'arrestation d'un espion chinois, Wijung, puis lorsqu'elle abat plus tard le terroriste qui avait pris le policier en otage, il lui donne raison, disant que c'est ce « qu'il fallait faire »,.
À partir du huitième épisode de la première saison, les relations entre Keen et Ressler se sont détendues, faisant même équipe ensemble, notamment lorsque après une affaire, ce dernier dit qu'il occupe de la suite afin qu'elle rejoigne son père adoptif, en train de mourir d'un cancer à l'hôpital, mais malheureusement trop tard, puisqu'elle apprend au même moment sa mort au téléphone. Par la suite, une amitié entre eux est née, notamment lorsque Ressler se confie sur les sentiments envers son ex-petite amie Audrey, avec lequel il va se remettre en couple, puis quand Liz tente de réconforter son collègue, après le meurtre d'Audrey.
Lorsque Elizabeth connaît des problèmes de couple avec Tom, puis en ayant découvert la vérité au sujet de son époux, Ressler est prêt à l'aider.
Leur relation va se fendre lorsque Elisabeth, accusée de meurtres et nombreux crimes, va être traquée par Ressler lui-même, devenu chef de la Task Force du FBI.
Tout redeviendra comme avant, dès que Keen aura été innocentée par Laurel Hitchin, conseillère à la sécurité nationale (membre de la Cabale) grâce au plan ingénieux de Reddington.

### Tom Keen
Tom Keen était son mari et ils avaient décidé d’adopter un enfant ensemble, mais Liz finit par découvrir que tout ce qui les liait n’était que mensonge. Elle lui pardonna finalement, et décida de l'épouser, avant la naissance de leur enfant : Agnès.

### Harold Cooper
C'est le patron de Liz. Mais la relation à évolué entre eux, et, lors de la saison 3, au moment du mariage de Liz, elle lui dit qu'elle le considère comme un père.

### Samar Navabi
Amie d’Elizabeth qui rejoint l’unité quelque temps après Lizzie (Elizabeth). Elle aide Ressler quand Lizzie est en fuite.

### Aram Mojtabai
Ami proche d’Elizabeth, qui sait beaucoup de choses sur elle. Il est un agent expérimenté, qui apprendra à agir sur le terrain. Aram est un vrai agent expérimenté.